# Fernán Mirás
Fernán Gonzalo Mirás (Buenos Aires, 17 luglio 1969) è un attore argentino.

## Biografia
Nato a Buenos Aires, inizia a frequentare un corso di teatro all'età di 11 anni. Il suo primo film interpretato è La amiga, uscito nel 1989. In seguito partecipa ad altri film come Tango feroz: la leggenda di Tanguito, Caballos salvajes, Buenos Aires viceversa, Juan y Eva, Verdades verdaderas. In televisione debutta nel 1992 nella sitcom La banda del Golden Rocket e in seguito partecipa a Chiquititas, Verano del '98, Tiempo final, Rebelde Way, oltre a Para vestir santos - A proposito di single, serie per la quale ha ricevuto una candidatura al Premio Martín Fierro 2010.
Ha ricevuto anche alcune candidature al Argentine Film Critics Association nel 1993 per il suo ruolo da protagonista ne Tango feroz: la leggenda di Tanguito, al Premio Martín Fierro per Vulnerables nel 1999 e ai Academy of Motion Picture Arts and Sciences nel 2011 per il suo ruolo nel film Juan y Eva.

## Filmografia (parziale)

### Cinema
- La amiga, regia di Jeanine Meerapfel (1989)
- Tango feroz: la leggenda di Tanguito (Tango feroz: la leyenda de Tanguito), regia di Marcelo Piñeyro (1993)
- Copyright, regia di Roly Candino (1993)
- Caballos salvajes, regia di Marcelo Piñeyro (1995)
- Carlos Monzón, el segundo juicio, regia di Gabriel Arbós (1996)
- Buenos Aires viceversa, regia di Alejandro Agresti (1996)
- Mar de amores, regia di Víctor Dínenzon (1998)
- Buenos Aires me mata, regia di Beda Docampo Feijóo (1998)
- La noche del coyote, regia di Ivan Entel (1999)
- Claim, regia di Martin Lagestee (2002)
- Un día de suerte, regia di Sandra Gugliotta (2002)
- La ronda, regia di Inés Braun (2008)
- Horizontal/Vertical, regia di Nicolás Tuozzo (2009)
- Desbordar, regia di Alex Tossenberger (2010)
- Juan y Eva, regia di Paula de Luque (2011)
- Verdades verdaderas, regia di Nicolás Gil Lavedra (2011)
- Todo lo que necesitas es amor, regia di Gabriel Nesci (2012)
- Una cita, una fiesta y un gato negro, regia di Ana Halabe (2012)
- El Potro, lo mejor del amor , regia di Lorena Muñoz (2018)

### Televisione
- La banda del Golden Rocket – serial TV (1992)
- Desde Adentro (1992)
- ¿Donde queda el paraíso? (1993)
- Chiquititas – serial TV (1995-1997)
- Verano del '98 – serial TV (1998)
- La mujer del presidente (1999)
- Vulnerables – serial TV (1999-2000)
- Tiempo final – serie TV (2000)
- Culpables – serie TV (2001)
- Rebelde Way – serial TV (2002)
- Femenino masculino (2003)
- Conflictos en red – serie TV (2005)
- Botines (2005)
- Bendita vida (2006)
- Mujeres asesinas – serie TV (2007)
- Los exitosos Pells – serial TV (2008)
- Todos contra Juan – serial TV (2008)
- Para vestir santos - A proposito di single (Para vestir santos) – serial TV (2010)
- Tiempos compulsivos (2012)
- Viudas e hijos del rock and roll (2014-2015)
- Argentina tierra de amor y venganza – serial TV (2019)
- Maradona: sogno benedetto (Maradona: sueño bendito) - serie TV, 3 episodi (2021)

## Teatro
- Cuba y su pequeño Teddy (1987)
- El protagonista (1989)
- El enemigo de la clase (1994)
- El avaro (1996)
- Viaje de un largo día hacia la noche (1999)
- Variaciones enigmáticas (2001)
- De rigurosa etiqueta (2002-2003)
- Tres versiones de la vida (2007-2008)
- La forma de las cosas (2009)
- Un dios salvaje (2010-2011)
- Los hijos se han dormido (2011-2012)
- El hijo de puta del sombrero (2012-2013)
- Ejercicios fantásticos del yo (2018)
- Terapia amorosa (2019)

## Doppiatori italiani
Nelle versioni in italiano dei suoi film, Fernán Mirás è stato doppiato da:
- Roberto Certomà in Para vestir santos - A proposito di single[3]
- Lorenzo Scattorin e Raffaele Proietti in Rebelde Way[4]